# Unicodeblock Birmanisch
Der Unicodeblock Birmanisch (engl.: Myanmar, U+1000 bis U+109F) enthält die birmanische Schrift, mit der die Sprache von Myanmar geschrieben wird.
Da der Block bis zur Unicode-Version 5.0 ungeeignet war, um Minderheitensprachen in birmanischer Schrift darzustellen, wurde, entgegen den normalen Regeln des Unicode-Konsortiums, der Block in Unicode 5.1 neu gestaltet und dadurch die Kompatibilität zu älteren Texten zerstört.

## Liste
| Unicodenummer | Zeichen (400 %) | Kategorie                               | Bidirektionale Klasse       | Offizielle Bezeichnung                  | Beschreibung                                       |
| ------------- | --------------- | --------------------------------------- | --------------------------- | --------------------------------------- | -------------------------------------------------- |
| U+1000 (4096) | က               | anderer Buchstabe, Silbe oder Ideogramm | links nach rechts           | MYANMAR LETTER KA                       | Birmanischer Buchstabe Ka                          |
| U+1001 (4097) | ခ               | anderer Buchstabe, Silbe oder Ideogramm | links nach rechts           | MYANMAR LETTER KHA                      | Birmanischer Buchstabe Kha                         |
| U+1002 (4098) | ဂ               | anderer Buchstabe, Silbe oder Ideogramm | links nach rechts           | MYANMAR LETTER GA                       | Birmanischer Buchstabe Ga                          |
| U+1003 (4099) | ဃ               | anderer Buchstabe, Silbe oder Ideogramm | links nach rechts           | MYANMAR LETTER GHA                      | Birmanischer Buchstabe Gha                         |
| U+1004 (4100) | င               | anderer Buchstabe, Silbe oder Ideogramm | links nach rechts           | MYANMAR LETTER NGA                      | Birmanischer Buchstabe Nga                         |
| U+1005 (4101) | စ               | anderer Buchstabe, Silbe oder Ideogramm | links nach rechts           | MYANMAR LETTER CA                       | Birmanischer Buchstabe Ca                          |
| U+1006 (4102) | ဆ               | anderer Buchstabe, Silbe oder Ideogramm | links nach rechts           | MYANMAR LETTER CHA                      | Birmanischer Buchstabe Cha                         |
| U+1007 (4103) | ဇ               | anderer Buchstabe, Silbe oder Ideogramm | links nach rechts           | MYANMAR LETTER JA                       | Birmanischer Buchstabe Ja                          |
| U+1008 (4104) | ဈ               | anderer Buchstabe, Silbe oder Ideogramm | links nach rechts           | MYANMAR LETTER JHA                      | Birmanischer Buchstabe Jha                         |
| U+1009 (4105) | ဉ               | anderer Buchstabe, Silbe oder Ideogramm | links nach rechts           | MYANMAR LETTER NYA                      | Birmanischer Buchstabe Nya                         |
| U+100A (4106) | ည               | anderer Buchstabe, Silbe oder Ideogramm | links nach rechts           | MYANMAR LETTER NNYA                     | Birmanischer Buchstabe Nnya                        |
| U+100B (4107) | ဋ               | anderer Buchstabe, Silbe oder Ideogramm | links nach rechts           | MYANMAR LETTER TTA                      | Birmanischer Buchstabe Tta                         |
| U+100C (4108) | ဌ               | anderer Buchstabe, Silbe oder Ideogramm | links nach rechts           | MYANMAR LETTER TTHA                     | Birmanischer Buchstabe Ttha                        |
| U+100D (4109) | ဍ               | anderer Buchstabe, Silbe oder Ideogramm | links nach rechts           | MYANMAR LETTER DDA                      | Birmanischer Buchstabe Dda                         |
| U+100E (4110) | ဎ               | anderer Buchstabe, Silbe oder Ideogramm | links nach rechts           | MYANMAR LETTER DDHA                     | Birmanischer Buchstabe Ddha                        |
| U+100F (4111) | ဏ               | anderer Buchstabe, Silbe oder Ideogramm | links nach rechts           | MYANMAR LETTER NNA                      | Birmanischer Buchstabe Nna                         |
| U+1010 (4112) | တ               | anderer Buchstabe, Silbe oder Ideogramm | links nach rechts           | MYANMAR LETTER TA                       | Birmanischer Buchstabe Ta                          |
| U+1011 (4113) | ထ               | anderer Buchstabe, Silbe oder Ideogramm | links nach rechts           | MYANMAR LETTER THA                      | Birmanischer Buchstabe Tha                         |
| U+1012 (4114) | ဒ               | anderer Buchstabe, Silbe oder Ideogramm | links nach rechts           | MYANMAR LETTER DA                       | Birmanischer Buchstabe Da                          |
| U+1013 (4115) | ဓ               | anderer Buchstabe, Silbe oder Ideogramm | links nach rechts           | MYANMAR LETTER DHA                      | Birmanischer Buchstabe Dha                         |
| U+1014 (4116) | န               | anderer Buchstabe, Silbe oder Ideogramm | links nach rechts           | MYANMAR LETTER NA                       | Birmanischer Buchstabe Na                          |
| U+1015 (4117) | ပ               | anderer Buchstabe, Silbe oder Ideogramm | links nach rechts           | MYANMAR LETTER PA                       | Birmanischer Buchstabe Pa                          |
| U+1016 (4118) | ဖ               | anderer Buchstabe, Silbe oder Ideogramm | links nach rechts           | MYANMAR LETTER PHA                      | Birmanischer Buchstabe Pha                         |
| U+1017 (4119) | ဗ               | anderer Buchstabe, Silbe oder Ideogramm | links nach rechts           | MYANMAR LETTER BA                       | Birmanischer Buchstabe Ba                          |
| U+1018 (4120) | ဘ               | anderer Buchstabe, Silbe oder Ideogramm | links nach rechts           | MYANMAR LETTER BHA                      | Birmanischer Buchstabe Bha                         |
| U+1019 (4121) | မ               | anderer Buchstabe, Silbe oder Ideogramm | links nach rechts           | MYANMAR LETTER MA                       | Birmanischer Buchstabe Ma                          |
| U+101A (4122) | ယ               | anderer Buchstabe, Silbe oder Ideogramm | links nach rechts           | MYANMAR LETTER YA                       | Birmanischer Buchstabe Ya                          |
| U+101B (4123) | ရ               | anderer Buchstabe, Silbe oder Ideogramm | links nach rechts           | MYANMAR LETTER RA                       | Birmanischer Buchstabe Ra                          |
| U+101C (4124) | လ               | anderer Buchstabe, Silbe oder Ideogramm | links nach rechts           | MYANMAR LETTER LA                       | Birmanischer Buchstabe La                          |
| U+101D (4125) | ဝ               | anderer Buchstabe, Silbe oder Ideogramm | links nach rechts           | MYANMAR LETTER WA                       | Birmanischer Buchstabe Wa                          |
| U+101E (4126) | သ               | anderer Buchstabe, Silbe oder Ideogramm | links nach rechts           | MYANMAR LETTER SA                       | Birmanischer Buchstabe Sa                          |
| U+101F (4127) | ဟ               | anderer Buchstabe, Silbe oder Ideogramm | links nach rechts           | MYANMAR LETTER HA                       | Birmanischer Buchstabe Ha                          |
| U+1020 (4128) | ဠ               | anderer Buchstabe, Silbe oder Ideogramm | links nach rechts           | MYANMAR LETTER LLA                      | Birmanischer Buchstabe Lla                         |
| U+1021 (4129) | အ               | anderer Buchstabe, Silbe oder Ideogramm | links nach rechts           | MYANMAR LETTER A                        | Birmanischer Buchstabe A                           |
| U+1022 (4130) | ဢ               | anderer Buchstabe, Silbe oder Ideogramm | links nach rechts           | MYANMAR LETTER SHAN A                   | Birmanischer Buchstabe Shan-A                      |
| U+1023 (4131) | ဣ               | anderer Buchstabe, Silbe oder Ideogramm | links nach rechts           | MYANMAR LETTER I                        | Birmanischer Buchstabe I                           |
| U+1024 (4132) | ဤ               | anderer Buchstabe, Silbe oder Ideogramm | links nach rechts           | MYANMAR LETTER II                       | Birmanischer Buchstabe Ii                          |
| U+1025 (4133) | ဥ               | anderer Buchstabe, Silbe oder Ideogramm | links nach rechts           | MYANMAR LETTER U                        | Birmanischer Buchstabe U                           |
| U+1026 (4134) | ဦ               | anderer Buchstabe, Silbe oder Ideogramm | links nach rechts           | MYANMAR LETTER UU                       | Birmanischer Buchstabe Uu                          |
| U+1027 (4135) | ဧ               | anderer Buchstabe, Silbe oder Ideogramm | links nach rechts           | MYANMAR LETTER E                        | Birmanischer Buchstabe E                           |
| U+1028 (4136) | ဨ               | anderer Buchstabe, Silbe oder Ideogramm | links nach rechts           | MYANMAR LETTER MON E                    | Birmanischer Buchstabe Mon-E                       |
| U+1029 (4137) | ဩ               | anderer Buchstabe, Silbe oder Ideogramm | links nach rechts           | MYANMAR LETTER O                        | Birmanischer Buchstabe O                           |
| U+102A (4138) | ဪ               | anderer Buchstabe, Silbe oder Ideogramm | links nach rechts           | MYANMAR LETTER AU                       | Birmanischer Buchstabe Au                          |
| U+102B (4139) | ါ                | Markierung mit Extrabreite              | links nach rechts           | MYANMAR VOWEL SIGN TALL AA              | Birmanisches Vokalzeichen hohes Aa                 |
| U+102C (4140) | ာ                | Markierung mit Extrabreite              | links nach rechts           | MYANMAR VOWEL SIGN AA                   | Birmanisches Vokalzeichen Aa                       |
| U+102D (4141) | ိ                | Markierung ohne Extrabreite             | Markierung ohne Extrabreite | MYANMAR VOWEL SIGN I                    | Birmanisches Vokalzeichen I                        |
| U+102E (4142) | ီ                | Markierung ohne Extrabreite             | Markierung ohne Extrabreite | MYANMAR VOWEL SIGN II                   | Birmanisches Vokalzeichen Ii                       |
| U+102F (4143) | ု                | Markierung ohne Extrabreite             | Markierung ohne Extrabreite | MYANMAR VOWEL SIGN U                    | Birmanisches Vokalzeichen U                        |
| U+1030 (4144) | ူ                | Markierung ohne Extrabreite             | Markierung ohne Extrabreite | MYANMAR VOWEL SIGN UU                   | Birmanisches Vokalzeichen Uu                       |
| U+1031 (4145) | ေ                | Markierung mit Extrabreite              | links nach rechts           | MYANMAR VOWEL SIGN E                    | Birmanisches Vokalzeichen E                        |
| U+1032 (4146) | ဲ                | Markierung ohne Extrabreite             | Markierung ohne Extrabreite | MYANMAR VOWEL SIGN AI                   | Birmanisches Vokalzeichen Ai                       |
| U+1033 (4147) | ဳ                | Markierung ohne Extrabreite             | Markierung ohne Extrabreite | MYANMAR VOWEL SIGN MON II               | Birmanisches Vokalzeichen Mon-Ii                   |
| U+1034 (4148) | ဴ                | Markierung ohne Extrabreite             | Markierung ohne Extrabreite | MYANMAR VOWEL SIGN MON O                | Birmanisches Vokalzeichen Mon-O                    |
| U+1035 (4149) | ဵ                | Markierung ohne Extrabreite             | Markierung ohne Extrabreite | MYANMAR VOWEL SIGN E ABOVE              | Birmanisches Vokalzeichen übergesetztes E          |
| U+1036 (4150) | ံ                | Markierung ohne Extrabreite             | Markierung ohne Extrabreite | MYANMAR SIGN ANUSVARA                   | Birmanisches Zeichen Anusvara                      |
| U+1037 (4151) | ့                | Markierung ohne Extrabreite             | Markierung ohne Extrabreite | MYANMAR SIGN DOT BELOW                  | Birmanisches Zeichen Punkt unten                   |
| U+1038 (4152) | း                | Markierung mit Extrabreite              | links nach rechts           | MYANMAR SIGN VISARGA                    | Birmanisches Zeichen Visarga                       |
| U+1039 (4153) | ္                | Markierung ohne Extrabreite             | Markierung ohne Extrabreite | MYANMAR SIGN VIRAMA                     | Birmanisches Zeichen Virama                        |
| U+103A (4154) | ်                | Markierung ohne Extrabreite             | Markierung ohne Extrabreite | MYANMAR SIGN ASAT                       | Birmanisches Zeichen Asat                          |
| U+103B (4155) | ျ                | Markierung mit Extrabreite              | links nach rechts           | MYANMAR CONSONANT SIGN MEDIAL YA        | Birmanisches Konsonantenzeichen mediales Ya        |
| U+103C (4156) | ြ                | Markierung mit Extrabreite              | links nach rechts           | MYANMAR CONSONANT SIGN MEDIAL RA        | Birmanisches Konsonantenzeichen mediales Ra        |
| U+103D (4157) | ွ                | Markierung ohne Extrabreite             | Markierung ohne Extrabreite | MYANMAR CONSONANT SIGN MEDIAL WA        | Birmanisches Konsonantenzeichen mediales Wa        |
| U+103E (4158) | ှ                | Markierung ohne Extrabreite             | Markierung ohne Extrabreite | MYANMAR CONSONANT SIGN MEDIAL HA        | Birmanisches Konsonantenzeichen mediales Ha        |
| U+103F (4159) | ဿ               | anderer Buchstabe, Silbe oder Ideogramm | links nach rechts           | MYANMAR LETTER GREAT SA                 | Birmanischer Buchstabe großes Sa                   |
| U+1040 (4160) | ၀               | Dezimalziffer                           | links nach rechts           | MYANMAR DIGIT ZERO                      | Birmanische Ziffer Null                            |
| U+1041 (4161) | ၁               | Dezimalziffer                           | links nach rechts           | MYANMAR DIGIT ONE                       | Birmanische Ziffer Eins                            |
| U+1042 (4162) | ၂               | Dezimalziffer                           | links nach rechts           | MYANMAR DIGIT TWO                       | Birmanische Ziffer Zwei                            |
| U+1043 (4163) | ၃               | Dezimalziffer                           | links nach rechts           | MYANMAR DIGIT THREE                     | Birmanische Ziffer Drei                            |
| U+1044 (4164) | ၄               | Dezimalziffer                           | links nach rechts           | MYANMAR DIGIT FOUR                      | Birmanische Ziffer Vier                            |
| U+1045 (4165) | ၅               | Dezimalziffer                           | links nach rechts           | MYANMAR DIGIT FIVE                      | Birmanische Ziffer Fünf                            |
| U+1046 (4166) | ၆               | Dezimalziffer                           | links nach rechts           | MYANMAR DIGIT SIX                       | Birmanische Ziffer Sechs                           |
| U+1047 (4167) | ၇               | Dezimalziffer                           | links nach rechts           | MYANMAR DIGIT SEVEN                     | Birmanische Ziffer Sieben                          |
| U+1048 (4168) | ၈               | Dezimalziffer                           | links nach rechts           | MYANMAR DIGIT EIGHT                     | Birmanische Ziffer Acht                            |
| U+1049 (4169) | ၉               | Dezimalziffer                           | links nach rechts           | MYANMAR DIGIT NINE                      | Birmanische Ziffer Neun                            |
| U+104A (4170) | ၊               | andere Interpunktion                    | links nach rechts           | MYANMAR SIGN LITTLE SECTION             | Birmanisches Zeichen kleiner Absatz                |
| U+104B (4171) | ။               | andere Interpunktion                    | links nach rechts           | MYANMAR SIGN SECTION                    | Birmanisches Zeichen Absatz                        |
| U+104C (4172) | ၌               | andere Interpunktion                    | links nach rechts           | MYANMAR SYMBOL LOCATIVE                 | Birmanisches Symbol Lokativ                        |
| U+104D (4173) | ၍               | andere Interpunktion                    | links nach rechts           | MYANMAR SYMBOL COMPLETED                | Birmanisches Symbol Fertiggestellt                 |
| U+104E (4174) | ၎               | andere Interpunktion                    | links nach rechts           | MYANMAR SYMBOL AFOREMENTIONED           | Birmanisches Symbol Bereits erwähnt                |
| U+104F (4175) | ၏               | andere Interpunktion                    | links nach rechts           | MYANMAR SYMBOL GENITIVE                 | Birmanisches Symbol Genitiv                        |
| U+1050 (4176) | ၐ               | anderer Buchstabe, Silbe oder Ideogramm | links nach rechts           | MYANMAR LETTER SHA                      | Birmanischer Buchstabe Sha                         |
| U+1051 (4177) | ၑ               | anderer Buchstabe, Silbe oder Ideogramm | links nach rechts           | MYANMAR LETTER SSA                      | Birmanischer Buchstabe Ssa                         |
| U+1052 (4178) | ၒ               | anderer Buchstabe, Silbe oder Ideogramm | links nach rechts           | MYANMAR LETTER VOCALIC R                | Birmanischer Buchstabe vokalisches R               |
| U+1053 (4179) | ၓ               | anderer Buchstabe, Silbe oder Ideogramm | links nach rechts           | MYANMAR LETTER VOCALIC RR               | Birmanischer Buchstabe vokalisches Rr              |
| U+1054 (4180) | ၔ               | anderer Buchstabe, Silbe oder Ideogramm | links nach rechts           | MYANMAR LETTER VOCALIC L                | Birmanischer Buchstabe vokalisches L               |
| U+1055 (4181) | ၕ               | anderer Buchstabe, Silbe oder Ideogramm | links nach rechts           | MYANMAR LETTER VOCALIC LL               | Birmanischer Buchstabe vokalisches Ll              |
| U+1056 (4182) | ၖ                | Markierung mit Extrabreite              | links nach rechts           | MYANMAR VOWEL SIGN VOCALIC R            | Birmanisches Vokalzeichen vokalisches R            |
| U+1057 (4183) | ၗ                | Markierung mit Extrabreite              | links nach rechts           | MYANMAR VOWEL SIGN VOCALIC RR           | Birmanisches Vokalzeichen vokalisches Rr           |
| U+1058 (4184) | ၘ                | Markierung ohne Extrabreite             | Markierung ohne Extrabreite | MYANMAR VOWEL SIGN VOCALIC L            | Birmanisches Vokalzeichen vokalisches L            |
| U+1059 (4185) | ၙ                | Markierung ohne Extrabreite             | Markierung ohne Extrabreite | MYANMAR VOWEL SIGN VOCALIC LL           | Birmanisches Vokalzeichen vokalisches Ll           |
| U+105A (4186) | ၚ               | anderer Buchstabe, Silbe oder Ideogramm | links nach rechts           | MYANMAR LETTER MON NGA                  | Birmanischer Buchstabe Mon-Nga                     |
| U+105B (4187) | ၛ               | anderer Buchstabe, Silbe oder Ideogramm | links nach rechts           | MYANMAR LETTER MON JHA                  | Birmanischer Buchstabe Mon-Jha                     |
| U+105C (4188) | ၜ               | anderer Buchstabe, Silbe oder Ideogramm | links nach rechts           | MYANMAR LETTER MON BBA                  | Birmanischer Buchstabe Mon-Bba                     |
| U+105D (4189) | ၝ               | anderer Buchstabe, Silbe oder Ideogramm | links nach rechts           | MYANMAR LETTER MON BBE                  | Birmanischer Buchstabe Mon-Bbe                     |
| U+105E (4190) | ၞ                | Markierung ohne Extrabreite             | Markierung ohne Extrabreite | MYANMAR CONSONANT SIGN MON MEDIAL NA    | Birmanisches Konsonantenzeichen mediales Mon-Na    |
| U+105F (4191) | ၟ                | Markierung ohne Extrabreite             | Markierung ohne Extrabreite | MYANMAR CONSONANT SIGN MON MEDIAL MA    | Birmanisches Konsonantenzeichen mediales Mon-Ma    |
| U+1060 (4192) | ၠ                | Markierung ohne Extrabreite             | Markierung ohne Extrabreite | MYANMAR CONSONANT SIGN MON MEDIAL LA    | Birmanisches Konsonantenzeichen mediales Mon-La    |
| U+1061 (4193) | ၡ               | anderer Buchstabe, Silbe oder Ideogramm | links nach rechts           | MYANMAR LETTER SGAW KAREN SHA           | Birmanischer Buchstabe Sgaw Karen-Sha              |
| U+1062 (4194) | ၢ                | Markierung mit Extrabreite              | links nach rechts           | MYANMAR VOWEL SIGN SGAW KAREN EU        | Birmanisches Vokalzeichen Sgaw Karen-Eu            |
| U+1063 (4195) | ၣ                | Markierung mit Extrabreite              | links nach rechts           | MYANMAR TONE MARK SGAW KAREN HATHI      | Birmanisches Tonzeichen Sgaw Karen-Hathi           |
| U+1064 (4196) | ၤ                | Markierung mit Extrabreite              | links nach rechts           | MYANMAR TONE MARK SGAW KAREN KE PHO     | Birmanisches Tonzeichen Sgaw Karen-Ke Pho          |
| U+1065 (4197) | ၥ               | anderer Buchstabe, Silbe oder Ideogramm | links nach rechts           | MYANMAR LETTER WESTERN PWO KAREN THA    | Birmanischer Buchstabe West-Pwo-Karen-Tha          |
| U+1066 (4198) | ၦ               | anderer Buchstabe, Silbe oder Ideogramm | links nach rechts           | MYANMAR LETTER WESTERN PWO KAREN PWA    | Birmanischer Buchstabe West-Pwo-Karen-Pwa          |
| U+1067 (4199) | ၧ                | Markierung mit Extrabreite              | links nach rechts           | MYANMAR VOWEL SIGN WESTERN PWO KAREN EU | Birmanischer Buchstabe West-Pwo-Karen-Eu           |
| U+1068 (4200) | ၨ                | Markierung mit Extrabreite              | links nach rechts           | MYANMAR VOWEL SIGN WESTERN PWO KAREN UE | Birmanischer Buchstabe West-Pwo-Karen-Ue           |
| U+1069 (4201) | ၩ                | Markierung mit Extrabreite              | links nach rechts           | MYANMAR SIGN WESTERN PWO KAREN TONE-1   | Birmanisches Tonzeichen West-Pwo-Karen-Ton 1       |
| U+106A (4202) | ၪ                | Markierung mit Extrabreite              | links nach rechts           | MYANMAR SIGN WESTERN PWO KAREN TONE-2   | Birmanisches Tonzeichen West-Pwo-Karen-Ton 2       |
| U+106B (4203) | ၫ                | Markierung mit Extrabreite              | links nach rechts           | MYANMAR SIGN WESTERN PWO KAREN TONE-3   | Birmanisches Tonzeichen West-Pwo-Karen-Ton 3       |
| U+106C (4204) | ၬ                | Markierung mit Extrabreite              | links nach rechts           | MYANMAR SIGN WESTERN PWO KAREN TONE-4   | Birmanisches Tonzeichen West-Pwo-Karen-Ton 4       |
| U+106D (4205) | ၭ                | Markierung mit Extrabreite              | links nach rechts           | MYANMAR SIGN WESTERN PWO KAREN TONE-5   | Birmanisches Tonzeichen West-Pwo-Karen-Ton 5       |
| U+106E (4206) | ၮ               | anderer Buchstabe, Silbe oder Ideogramm | links nach rechts           | MYANMAR LETTER EASTERN PWO KAREN NNA    | Birmanischer Buchstabe Ost-Pwo-Karen-Nna           |
| U+106F (4207) | ၯ               | anderer Buchstabe, Silbe oder Ideogramm | links nach rechts           | MYANMAR LETTER EASTERN PWO KAREN YWA    | Birmanischer Buchstabe Ost-Pwo-Karen-Ywa           |
| U+1070 (4208) | ၰ               | anderer Buchstabe, Silbe oder Ideogramm | links nach rechts           | MYANMAR LETTER EASTERN PWO KAREN GHWA   | Birmanischer Buchstabe Ost-Pwo-Karen-Ghwa          |
| U+1071 (4209) | ၱ                | Markierung ohne Extrabreite             | Markierung ohne Extrabreite | MYANMAR VOWEL SIGN GEBA KAREN I         | Birmanisches Vokalzeichen Geba Karen-I             |
| U+1072 (4210) | ၲ                | Markierung ohne Extrabreite             | Markierung ohne Extrabreite | MYANMAR VOWEL SIGN KAYAH OE             | Birmanisches Vokalzeichen Kayah-Oe                 |
| U+1073 (4211) | ၳ                | Markierung ohne Extrabreite             | Markierung ohne Extrabreite | MYANMAR VOWEL SIGN KAYAH U              | Birmanisches Vokalzeichen Kayah-U                  |
| U+1074 (4212) | ၴ                | Markierung ohne Extrabreite             | Markierung ohne Extrabreite | MYANMAR VOWEL SIGN KAYAH EE             | Birmanisches Vokalzeichen Kayah-Ee                 |
| U+1075 (4213) | ၵ               | anderer Buchstabe, Silbe oder Ideogramm | links nach rechts           | MYANMAR LETTER SHAN KA                  | Birmanischer Buchstabe Shan-Ka                     |
| U+1076 (4214) | ၶ               | anderer Buchstabe, Silbe oder Ideogramm | links nach rechts           | MYANMAR LETTER SHAN KHA                 | Birmanischer Buchstabe Shan-Kha                    |
| U+1077 (4215) | ၷ               | anderer Buchstabe, Silbe oder Ideogramm | links nach rechts           | MYANMAR LETTER SHAN GA                  | Birmanischer Buchstabe Shan-Ga                     |
| U+1078 (4216) | ၸ               | anderer Buchstabe, Silbe oder Ideogramm | links nach rechts           | MYANMAR LETTER SHAN CA                  | Birmanischer Buchstabe Shan-Ca                     |
| U+1079 (4217) | ၹ               | anderer Buchstabe, Silbe oder Ideogramm | links nach rechts           | MYANMAR LETTER SHAN ZA                  | Birmanischer Buchstabe Shan-Za                     |
| U+107A (4218) | ၺ               | anderer Buchstabe, Silbe oder Ideogramm | links nach rechts           | MYANMAR LETTER SHAN NYA                 | Birmanischer Buchstabe Shan-Nya                    |
| U+107B (4219) | ၻ               | anderer Buchstabe, Silbe oder Ideogramm | links nach rechts           | MYANMAR LETTER SHAN DA                  | Birmanischer Buchstabe Shan-Da                     |
| U+107C (4220) | ၼ               | anderer Buchstabe, Silbe oder Ideogramm | links nach rechts           | MYANMAR LETTER SHAN NA                  | Birmanischer Buchstabe Shan-Na                     |
| U+107D (4221) | ၽ               | anderer Buchstabe, Silbe oder Ideogramm | links nach rechts           | MYANMAR LETTER SHAN PHA                 | Birmanischer Buchstabe Shan-Pha                    |
| U+107E (4222) | ၾ               | anderer Buchstabe, Silbe oder Ideogramm | links nach rechts           | MYANMAR LETTER SHAN FA                  | Birmanischer Buchstabe Shan-Fa                     |
| U+107F (4223) | ၿ               | anderer Buchstabe, Silbe oder Ideogramm | links nach rechts           | MYANMAR LETTER SHAN BA                  | Birmanischer Buchstabe Shan-Ba                     |
| U+1080 (4224) | ႀ               | anderer Buchstabe, Silbe oder Ideogramm | links nach rechts           | MYANMAR LETTER SHAN THA                 | Birmanischer Buchstabe Shan-Tha                    |
| U+1081 (4225) | ႁ               | anderer Buchstabe, Silbe oder Ideogramm | links nach rechts           | MYANMAR LETTER SHAN HA                  | Birmanischer Buchstabe Shan-Ha                     |
| U+1082 (4226) | ႂ                | Markierung ohne Extrabreite             | Markierung ohne Extrabreite | MYANMAR CONSONANT SIGN SHAN MEDIAL WA   | Birmanisches Konsonantenzeichen mediales Shan-Wa   |
| U+1083 (4227) | ႃ                | Markierung mit Extrabreite              | links nach rechts           | MYANMAR VOWEL SIGN SHAN AA              | Birmanisches Vokalzeichen Shan-Aa                  |
| U+1084 (4228) | ႄ                | Markierung mit Extrabreite              | links nach rechts           | MYANMAR VOWEL SIGN SHAN E               | Birmanisches Vokalzeichen Shan-E                   |
| U+1085 (4229) | ႅ                | Markierung ohne Extrabreite             | Markierung ohne Extrabreite | MYANMAR VOWEL SIGN SHAN E ABOVE         | Birmanisches Vokalzeichen übergesetztes Shan-E     |
| U+1086 (4230) | ႆ                | Markierung ohne Extrabreite             | Markierung ohne Extrabreite | MYANMAR VOWEL SIGN SHAN FINAL Y         | Birmanisches Vokalzeichen Schluss-Shan-Y           |
| U+1087 (4231) | ႇ                | Markierung mit Extrabreite              | links nach rechts           | MYANMAR SIGN SHAN TONE-2                | Birmanisches Tonzeichen Shan-Ton 2                 |
| U+1088 (4232) | ႈ                | Markierung mit Extrabreite              | links nach rechts           | MYANMAR SIGN SHAN TONE-3                | Birmanisches Tonzeichen Shan-Ton 3                 |
| U+1089 (4233) | ႉ                | Markierung mit Extrabreite              | links nach rechts           | MYANMAR SIGN SHAN TONE-5                | Birmanisches Tonzeichen Shan-Ton 5                 |
| U+108A (4234) | ႊ                | Markierung mit Extrabreite              | links nach rechts           | MYANMAR SIGN SHAN TONE-6                | Birmanisches Tonzeichen Shan-Ton 6                 |
| U+108B (4235) | ႋ                | Markierung mit Extrabreite              | links nach rechts           | MYANMAR SIGN SHAN COUNCIL TONE-2        | Birmanisches Tonzeichen Shan-Council-Ton 2         |
| U+108C (4236) | ႌ                | Markierung mit Extrabreite              | links nach rechts           | MYANMAR SIGN SHAN COUNCIL TONE-3        | Birmanisches Tonzeichen Shan-Council-Ton 3         |
| U+108D (4237) | ႍ                | Markierung ohne Extrabreite             | Markierung ohne Extrabreite | MYANMAR SIGN SHAN COUNCIL EMPHATIC TONE | Birmanisches Zeichen Shan-Council-emphatischer Ton |
| U+108E (4238) | ႎ               | anderer Buchstabe, Silbe oder Ideogramm | links nach rechts           | MYANMAR LETTER RUMAI PALAUNG FA         | Birmanischer Buchstabe Rumai Palaung-Fa            |
| U+108F (4239) | ႏ                | Markierung mit Extrabreite              | links nach rechts           | MYANMAR SIGN RUMAI PALAUNG TONE-5       | Birmanisches Tonzeichen Rumai Palaung-Ton 5        |
| U+1090 (4240) | ႐               | Dezimalziffer                           | links nach rechts           | MYANMAR SHAN DIGIT ZERO                 | Birmanische Ziffer Shan-Null                       |
| U+1091 (4241) | ႑               | Dezimalziffer                           | links nach rechts           | MYANMAR SHAN DIGIT ONE                  | Birmanische Ziffer Shan-Eins                       |
| U+1092 (4242) | ႒               | Dezimalziffer                           | links nach rechts           | MYANMAR SHAN DIGIT TWO                  | Birmanische Ziffer Shan-Zwei                       |
| U+1093 (4243) | ႓               | Dezimalziffer                           | links nach rechts           | MYANMAR SHAN DIGIT THREE                | Birmanische Ziffer Shan-Drei                       |
| U+1094 (4244) | ႔               | Dezimalziffer                           | links nach rechts           | MYANMAR SHAN DIGIT FOUR                 | Birmanische Ziffer Shan-Vier                       |
| U+1095 (4245) | ႕               | Dezimalziffer                           | links nach rechts           | MYANMAR SHAN DIGIT FIVE                 | Birmanische Ziffer Shan-Fünf                       |
| U+1096 (4246) | ႖               | Dezimalziffer                           | links nach rechts           | MYANMAR SHAN DIGIT SIX                  | Birmanische Ziffer Shan-Sechs                      |
| U+1097 (4247) | ႗               | Dezimalziffer                           | links nach rechts           | MYANMAR SHAN DIGIT SEVEN                | Birmanische Ziffer Shan-Sieben                     |
| U+1098 (4248) | ႘               | Dezimalziffer                           | links nach rechts           | MYANMAR SHAN DIGIT EIGHT                | Birmanische Ziffer Shan-Acht                       |
| U+1099 (4249) | ႙               | Dezimalziffer                           | links nach rechts           | MYANMAR SHAN DIGIT NINE                 | Birmanische Ziffer Shan-Neun                       |
| U+109A (4250) | ႚ                | Markierung mit Extrabreite              | links nach rechts           | MYANMAR SIGN KHAMTI TONE-1              | Birmanisches Tonzeichen Khamti-Ton 1               |
| U+109B (4251) | ႛ                | Markierung mit Extrabreite              | links nach rechts           | MYANMAR SIGN KHAMTI TONE-3              | Birmanisches Tonzeichen Khamti-Ton 3               |
| U+109C (4252) | ႜ                | Markierung mit Extrabreite              | links nach rechts           | MYANMAR VOWEL SIGN AITON A              | Birmanisches Vokalzeichen Aiton-A                  |
| U+109D (4253) | ႝ                | Markierung ohne Extrabreite             | Markierung ohne Extrabreite | MYANMAR VOWEL SIGN AITON AI             | Birmanisches Vokalzeichen Aiton-Ai                 |
| U+109E (4254) | ႞               | anderes Symbol                          | links nach rechts           | MYANMAR SYMBOL SHAN ONE                 | Birmanisches Symbol Shan-Eins                      |
| U+109F (4255) | ႟               | anderes Symbol                          | links nach rechts           | MYANMAR SYMBOL SHAN EXCLAMATION         | Birmanisches Symbol Shan-Ausruf                    |